# Winnertzia discreta
Winnertzia discreta är en tvåvingeart som beskrevs av Werner Mohrig och Boris Mamaev 1970. Winnertzia discreta ingår i släktet Winnertzia och familjen gallmyggor.
Artens utbredningsområde är Turkmenistan. Inga underarter finns listade i Catalogue of Life.